# The Rescue of Princess Blobette
The Rescue of Princess Blobette är ett Game Boy-spel från 1990, och uppföljaren till NES-spelet A Boy and His Blob. Spelet utvecklades av Imagineering, som också utgav det i Europa. I Nordamerika släpptes det av Absolute Entertainment och i Japan av Jaleco.

## Handling
Blob skall rädda prinsessan Blobolonia, som för tillfället hålls inlåst i ett slottstorn.

### Fotnoter
1. ↑  ”The Rescue of Princess Blobette” (på svenska). Nintendomagasinet (Kungsbacka: Atlantic) (1 1992):  sid. 8 (Power Player). januari 1992. Läst 25 april 2014.
2. ↑  ”Game Boy (original) Games” (PDF). Nintendo. Arkiverad från originalet den 15 juni 2011. https://web.archive.org/web/20110615005225/http://www.nintendo.com/consumer/gameslist/manuals/dmg_games.pdf. Läst 25 april 2011.